# Goshūi Wakashū
Goshūi Wakashū (後拾遺和歌集?, Raccolta successiva di spigolature), a volte abbreviato in Goshūishū, è la quarta antologia imperiale (Chokusen wakashū) tra le Hachidaishū (le prime otto antologie imperiali di poesia giapponese), e successiva a Shūi Wakashū. Compilata nel 1086 per volere dell'imperatore Shirakawa che ne aveva dato ordine nel 1075, fu compilato dal curatore Fujiwara no Michitoshi, che ne scrisse la prefazione. Si compone di venti volumi, per un totale di circa 1218 poesie.

## Storia
Nel 1075 l'imperatore Shirakawa diede incarico imperiale a l'editore era Fujiwara no Michitoshi per la compilazione di un'antologia. L'editto imperiale fu completato il 16 settembre del terzo anno di ōtoku (1086), e fu eseguito nell'ottobre dello stesso anno. Successivamente, furono apportate ulteriori revisioni, e fu riprodotto di nuovo nel febbraio 1087, l'elenco e la prefazione furono dedicati nell'agosto del primo anno di Kanji. Non è chiaro perché Michitoshi, che all'epoca non era così famoso come poeta, fosse coinvolto nella compilazione.
La composizione è basata sulle categorie basate su Kokinwakashū: Primavera (due volumi), Estate, Autunno (due volumi), Inverno, Celebrazione, Separazione, Viaggio, Elegie, Amore (quattro volumi) e Varie (sei volumi). Le categorie Shakukyōka (釈教歌?, canto di Shakukyō) e Jingika (神祇歌?, canto per gli dei del cielo e della terra) nel ventesimo volume (Zoka 6) appaio per la prima volta nell'antologia imperiale. Copre le poesie composte per circa 130 anni, il periodo successivo a Kokinwakashū e Gosen Wakashū, che va dal regno dell'imperatore Murakami (946 - 967) a quello dell'imperatore Shirakawa (1073 - 1087).
Durante il periodo in cui la magnifica cultura dinastica iniziò a declinare, il selezionatore compilò questa raccolta di poesie guardando indietro allo splendido passato. I principali poeti della raccolta sono Izumi Shikibu (sessantasette poesie), Sagami (trentanove poesie), Akazome Emon (trentadue poesie), Nōin (trentuno poesie) e Ise no Taifu (ventisei poesie). Le poetesse di talento che furono attivamente coinvolte nella corte imperiale prima e dopo il regno dell'imperatore Ichijo si classificarono in alto e fino al 30 percento dei poeti nella raccolta erano donne. Inoltre sono presenti apprezzati poeti delle epoche Gosen e Shūi come Kiyohara no Motosuke, Ōnakatomi no Yoshinobu, Minamoto no Michinari, Fujiwara no Nagatō e Fujiwara no Kintō. Le poesie spaziano dalle appassionate poesie d'amore di Izumi Shikibu, alle premurose poesie di doni di Emon Akazome, alla poesia itinerante di poeti sacerdoti come Nōin e Ryōzen, alle poesie audaci e non convenzionali di Sone no Yoshitada.
Tuttavia, Goshūishū fu fortemente criticata al momento della sua compilazione, perché poneva troppa enfasi sull'emozione schietta piuttosto che sullo stile, e perché l'editore era un giovane poeta. Ad esempio il Dainagon (consigliere capo di stato) Minamoto no Tsunenobu (1016 - 1097), che era una figura di spicco nei circoli di poesia ma non era stato scelto come selezionatore, scrisse un libro intitolato Nan Goshūi (難後拾遺?, Una critica al Goshūi Wakashū) per criticare l'antologia.
Il suo titolo Raccolta successiva di spigolature deriva dal fatto che segue Shūi Wakashū Raccolta di spigolature.

## Aneddoto
Michitoshi aveva chiesto agli "anziani" dei circoli di poesia di aiutarlo, la bozza fu presentata in anteprima a Suō no Naishi, la madre della principessa Yasusuke, e Minamoto no Tsunenobu. In particolare, ebbe uno scambio, lo Goshūi Mondō" (Domande e risposte su Goshūi Wakashū), con Tsunenobu, e la sua opinione ha avuto un'influenza sulla riselezione delle poesie. Anche dopo che fu completata e presentata all'Imperatore, Michitoshi prese seriamente Nan Goshūi e revisionò nuovamente l'antologia per sottoporla all'ispezione dell'Imperatore.
Tre poesie composte da Tsumori no Kunimoto state incluse in Goshūishū, perché, si diceva, che avesse corrotto Michitoshi con dei sugarelli per selezionare le sue poesie, quindi l'antologia fu soprannominata Koaji-shū (小鰺集?, Una raccolta di sugarelli) (secondo il Fukurozoshi, un saggio sulla poesia tanka compilato da Fujiwara no Kiyosuke).